# 2005 SD278
2005 SD278, também escrito como 2005 SD278, é um corpo menor que está localizado no disco disperso, uma região do Sistema Solar. Este corpo celeste está em uma ressonância orbital de 2:5 com o planeta Netuno, ou seja, para cada 5 órbitas que Netuno completa, este objeto faz 2. Ele possui uma magnitude absoluta de 6,5 e tem um diâmetro estimado com cerca de 221 km. O astrônomo Mike Brown lista este objeto em sua página na internet como um candidato a possível planeta anão.

## Descoberta
2005 SD278 foi descoberto no dia 25 de setembro de 2005 pelos astrônomos A. C. Becker e A. W. Puckett.

## Órbita
A órbita de 2005 SD278 tem uma excentricidade de 0,280 e possui um semieixo maior de 55,466 UA. O seu periélio leva o mesmo a uma distância de 39,922 UA em relação ao Sol e seu afélio a 71,010 UA.